# Веддерштедт
Веддерштедт (нем. Wedderstedt) — деревня в Германии, в земле Саксония-Анхальт, входит в район Гарц в составе коммуны Зельке-Ауэ.
Население составляет 448 человек (на 31 декабря 2008 года). Занимает площадь 7,69 км².

## История
Веддерштедт ранее имел статус коммуны. 1 января 2010 года был объединён с соседними населёнными пунктами и вошёл в состав новой коммуны Зельке-Ауэ.

## Достопримечательности

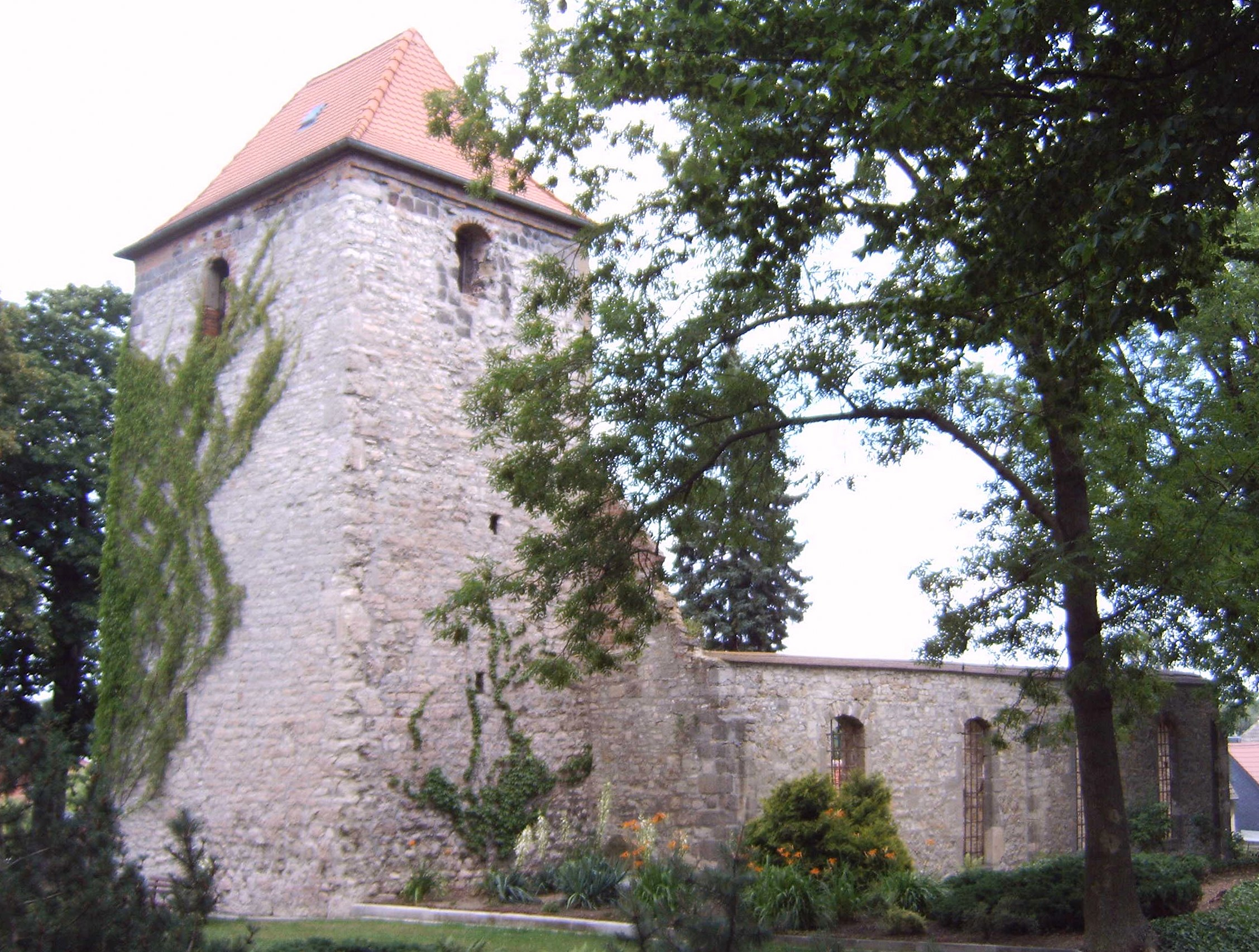
Развалины средневековой церкви

- Средневековая церковь.
- Господский дом (1893).